# Conjugado anticorpo-fármaco

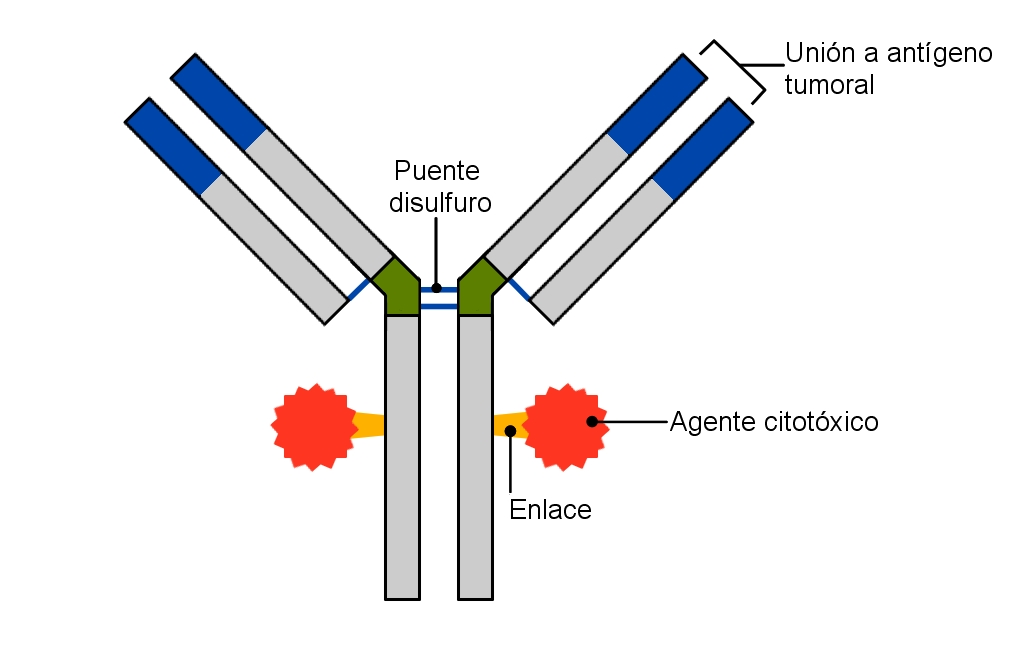
Exemplo genérico e ilustrativo de um CAF. A estrutura em Y compreende o anticorpo (Ac) e as estruturas redondas compreendem os agentes citotóxicos.

Conjugados anticorpo-fármaco (CAF) são uma classe de medicamentos biofarmacêuticos desenhados como terapia dirigida no tratamento de cancro. Ao contrário da quimioterapia, os conjugados anticorpo-fármaco têm como alvo e matam apenas as células do tumor, preservando as células saudáveis. Os CAF são moléculas complexas constituídas por um anticorpo ligado a um agente citotóxico (anti-cancerígeno).